# 桂田鎮男
桂田 鎮男(かつらだ しずお、1923年11月12日 - 2014年10月21日）は、日本の経営者。住友ゴム工業社長を務めた。滋賀県出身。

## 経歴
1949年に京都大学法学部政治学科を卒業し、同年に住友電気工業に入社。1976年6月に取締役に就任し、1978年6月に常務、1981年6月に専務を経て、1982年6月に顧問に就任。1982年3月に住友ゴム工業副社長に就任し、1984年3月には社長に昇格。1990年3月に副会長に就任。
1987年11月に藍綬褒章を受章。
2014年10月21日心不全のために死去。90歳没。